# Захалка, Отакар
Отакар Захалка (чеш. Otakar Zahálka; 30 сентября 1891, имение Брайнеров, около Тешенова — 21 июня 1942, Брно) — генерал вооружённых сил Чехословакии.

## Биография
Родился 30 сентября 1891 года в имении Брайнеров (ныне Хорни-Церекев, район Пельгржимов, Край Высочина, Чешская Республика). Поступил в 1902 году в гимназию в Рокицанах, через год перевёлся в гимназию в Пельгржимове. Поступил в педагогическое училище в Собеславе, окончил его с отличием 24 июня 1910 года. Преподавал в школах Долни-Церекева, Голице и Росице-над-Лабем.
В 1914 году как вольноопределяющийся был направлен в 12-й пехотный полк в Чаславе, в 1915 году отправился на Восточный фронт и попал в русский плен, где перешёл на сторону Российской империи и был зачислен в чехословацкий легион. В 1916—1917 годах прошёл курс обучения и был произведён в прапорщики Русской императорской армии, а также назначен командиром роты. В 1918 году произведён в капитаны. Участник гражданской войны в России, в 1919 году вернулся в Чехословакию, где продолжил службу в армии.
В 1927—1931 годах был начальником штаба Генеральной инспекции сухопутных войск Чехсловакии, в 1931—1934 годах командовал полком в Ческе-Будеёвице. В 1935 году произведён в бригадные генералы. В 1934—1939 годах он был директором военной академии в Хранице-на-Мораве, которая получила имя Захалки. С октября 1938 по январь 1939 года — начальник пограничной службы на границе с Третьим рейхом. В отставке с 1940 года, работал преподавателем в школе Злина, с 1942 года сотрудник компании Baťa.
С апреля 1939 года был в составе антифашистского движения, выступавшего против немецкой оккупации страны. В мае 1940 года он примкнул к организации «Оборона народа», руководя её ячейкой в Злине. В начале мая 1942 года его арестовали нацисты и приговорили к смертной казни. 21 июня 1942 года он был расстрелян в тюрьме Коуниц.
1 мая 1946 года посмертно произведён в дивизионные генералы ВС Чехословакии.

### Семья
Отец — Франтишек Захалка, хозяин имения Брайнеров-двор в Тешнове, позднее владелец земельного участка в Выклантице. Мать — Алоизия Захалкова (Смрчкова), умерла в 1907 году. Отакар был женат дважды: первой его женой была русская девушка Наталья из Симферополя (поженились в 1917 году), в 1918 году у неё родился сын Юрий, в 1920 году Наталья скончалась. В 1921 году Отакар забрал сына из России. В 1924 году женился на Елене Ханаковой (Захалковой), в браке родились дочь Йиндржишка (1925) и сын Яромир (1928).

## Награды

### Чехословакия
- Чехословацкий Военный крест 1914-1918 (1918)[2]
- Чехословацкий Военный крест 1939 (1945, посмертно)[13]
- Чехословацкая революционная медаль (1918)[2]
- Чехословацкая медаль Победы 1918 (1918)[2]

### Франция
- Кавалер ордена Почётного легиона (1932)[2]
- Кавалер ордена Академических пальм (1938)[2]
- Военный крест 1914-1918 с бронзовой звездой (1918)[2]